# Tusnad Cycling Team
Tusnad Cycling Team is een wielerploeg die een Roemeense licentie heeft. De ploeg bestaat sinds 2009. Tusnad Cycling Team komt uit in de continentale circuits van de UCI. Imre Török is de manager van de ploeg.

## Seizoen 2014

### Transfers
| Inkomend | Team 2012 | Uitgaand | Team 2013 |
| -------- | --------- | -------- | --------- |

## Seizoen 2013

### Overwinningen in de UCI Europe Tour
| Datum      | Wedstrijd                                | Cat. | Winnaar             |
| ---------- | ---------------------------------------- | ---- | ------------------- |
| 11-16 juni | Eindklassement Ronde van Servië          | 2.2  | Ivan Stević         |
| 22 juni    | Moldavisch kampioenschap (ITT)           | CN   | Sergiu Cioban       |
| 22 juni    | Moldavisch kampioenschap, Beloften (ITT) | CN   | Nicolae Tanovitchii |
| 22 juni    | Servisch kampioenschap                   | CN   | Ivan Stević         |
| 23 juni    | Moldavisch kampioenschap                 | CN   | Alexandr Braico     |
| 23 juni    | Moldavisch kampioenschap, Beloften       | CN   | Nicolae Tanovitchii |

### Renners
| Naam                                | Geboortedatum    | Nationaliteit | Ploeg 2012                                |
| ----------------------------------- | ---------------- | ------------- | ----------------------------------------- |
| Oleg Berdos (vanaf 7 juni)          | 9 juni 1987      | Moldavië      | Utensilnord-Named                         |
| Alexandr Braico                     | 5 maart 1988     | Moldavië      |                                           |
| Sergio Carrasco                     | 17 februari 1985 | Spanje        | Andalucía-Caja Granada                    |
| Arpad Cilip (tot 1 augustus)        | 6 juli 1994      | Roemenië      | Neo                                       |
| Sergiu Cioban                       | 7 maart 1988     | Moldavië      |                                           |
| Nandor Lazar (tot 1 augustus)       | 25 maart 1992    | Roemenië      |                                           |
| Facundo Lezica (vanaf 28 augustus)  | 5 februari 1992  | Argentinië    | Neo                                       |
| Arnold Lukacs (tot 1 augustus)      | 30 juni 1993     | Roemenië      |                                           |
| Carol Eduard Novak                  | 28 juli 1976     | Roemenië      |                                           |
| Szabolcs Sebestyen (tot 1 augustus) | 23 maart 1992    | Roemenië      |                                           |
| Zoltán Sipos                        | 15 december 1991 | Roemenië      | Neo                                       |
| Ivan Stević                         | 12 maart 1980    | Servië        | Salcano Manisaspor Cycling Team           |
| Nicolae Tanovitchii                 | 23 december 1993 | Moldavië      | Start Cycling Team-Atacama Flowery Desert |
| Marcel Ternovsek (tot 1 augustus)   | 18 februari 1987 | Slovenië      |                                           |